# Антон Кауфман
Антон Кауфман (енгл. Anton Kaufman био је репортер за „Берлинер Морген-Цајтунг”, а касније и издавач „Детроит Дејли Кроникла” и „Њуарк Јеврејска хроника”. Био је слеп.

## Биографија
Кауфман је рођен 1883. године у Мађарској. Као младић, радио је као репортер за Берлинер Морген-Цајтунг. Емигрирао је у Детроит, Мичиген, 1905. године. Упознао је и оженио се Фани Њуман у Детроиту 14. марта 1909. године и имао је четворо деце: Теодора Њумана Кауфмана, Херберта Кауфмана, Џулијана Кауфмана и Леонарда Кауфмана. Постао је држављанин САД 1910. године.
Постао је издавач Детроит Дејли Кроникла 1914. године. Када је та публикација пропала, преселио се у Њуарк, Њу Џерзи, 1921. године и постао издавач недељника Newark Jewish Chronicle.
Године 1934. ухапшен је, заједно са својим сином, Теодором Њуманом Кауфманом, због пљачке Шандора Александра Балинта, који је развио процес за убрзавање старења вина.
Његова супруга је умрла 16. фебруара 1939. године.  Недостатак прихода од реклама током Другог светског рата довео га је у финансијске потешкоће и био је приморан да прода свој гроб. Одузео је себи живот 1. јануара 1943. године, када је скочио са прозора своје собе у хотелу Роберт Трит у Њуарку, Њу Џерзи.